# Kyselina dithionová
Kyselina dithionová (H2S2O6) je jedna z kyslíkatých kyselin síry, je známa pouze v roztoku.

## Soli
Existují soli kyseliny dithionové nazývané dithionany či dithionáty. Dosud nebyly objeveny žádné hydrogensoli této kyseliny. Všechny dithionany jsou dobře rozpustné ve vodě. Jsou to slabá oxidační a redukční činidla. Tvar dithionanového aniontu je podobný jako u molekuly ethanu, ovšem dvě SO3 skupiny zaujímají téměř zákrytovou konformaci. Délka vazby S-S je 215 pm a vazba S-O má délku 143 pm.

## Výroba
Dithionany lze vyrobit oxidací siřičitanů (z oxidačního čísla +IV na +V), ovšem častěji se vyrábějí oxidací ochlazovaného vodného roztoku oxidu siřičitého oxidem manganičitým:
2MnO2 + 3SO2 → MnS2O6 + MnSO4
Vytvořený roztok dithionanu manganatého se poté převádí přesmykem na další dithionany, např.:
Ba2+(aq) + MnS2O6(aq) + MnSO4(aq) → BaSO4(s)↓ + BaS2O6·2H2O(aq)
Koncentrovaný roztok kyseliny dithionové je možné získat reakcí roztoku dithionanu barnatého s kyselinou sírovou:
BaS2O6(aq) + H2SO4(aq) → H2S2O6(aq) + BaSO4(s)↓